# Полубоярцев, Владимир Кириллович
Полубоярцев Владимир Кириллович (24 сентября 1950, Новосибирск — 8 декабря 2020, Кривой Рог, Днепропетровская область) — советский и украинский театральный актер и режиссёр, опереттный певец (баритон). Народный артист Украины (2010).

## Биография
Родился 24 сентября 1950 года в городе Новосибирск.
С 1972 года — артист балета, солист-вокалист.
В 1976 году окончил Новосибирское театральное училище.
В 1976—1979 годах — артист Новосибирского театра музыкальной комедии, затем — Ивановского, Свердловского, Сочинского, Волгоградского, Краснодарского, Красноярского, Оренбургского театров.
С 1987 года — артист, солист, режиссёр Криворожского академического театра драмы и музыкальной комедии имени Т. Г. Шевченко, в 2002—2003 годах — директор.
Умер 8 декабря 2020 года в Кривом Роге.

## Творческая деятельность
Артист широкого образного диапазона, исполнял комедийные и драматические роли, воплощал образы из оперетт классического репертуара.
На театральной сцене сыграл партии и роли:
- Карась («Запорожец за Дунаем» С. Гулак-Артемовского);
- Пристав («Наталка Полтавка» И. Котляревского / М. Лысенко);
- Богдан Хмельницкий («Безумная любовь гетмана» В. Веретенникова);
- Генрих, Сандор («Летучая мышь», «Цыганский барон» И. Штрауса);
- Раджами, Наполеон, Тассило, Этьен Вердье, Эдвин, Ферри, Сваи Рач («Баядера», «Марица», «Мистер икс», «Сильва», «Цыган-премьер» И. Кальмана);
- Данила, Князь («Весёлая вдова», «Граф Люксембург» Ф. Легара);
- Князь Котэ («Проделки Ханумы» А. Цагарели) и другие.

## Награды
- Заслуженный артист Украины (1994);
- Народный артист Украины (20 августа 2010)[1];
- Знак «За заслуги перед городом» (Кривой Рог) 1-й степени (9 ноября 2011)[2];
- Театральная премия «Сичеславна-2012» — лучший исполнитель мужских ролей первого плана[3].